# Istoria Rusiei postsovietice
După disoluția Uniunii Sovietice din decembrie 1991, Federația Rusă a devenit un stat independent. Rusia era cea mai mare dintre cele 15 republici ale URSS-ului, având aproximativ 60% din produsul intern brut și peste o jumătate din populația fostului stat unional. Rușii dominau numeric și din punct de vedere al ierarhiei Armata Roșie dar și Partidul Comunist al Uniunii Sovietice. Acestea au fost cele mai importante motive pentru care Rusia a fost acceptată ca stat succesor al Uniunii Sovietice în diplomație, moștenind locul de mebru permanent în Consiliul de Securitate al ONU și dreptul de veto al URSS-ului. Consultați și articolul Calitatea Rusiei de membru al ONU.
În ciuda acceptării Rusiei pe poziția fostei URSS, republica postsovietică era lipsită de puterea politică, economică și militară a defunctului stat sovietic. Rusia a reușit să convingă restul republicilor postsovietice să renunțe de bună-voie la armele nucleare moștenite și le-a concentrat sub comanda forțelor spațiale și de rachete rusești încă active, dar pentru cea mai mare parte a forțelor armate ale Federației Rusiei a urmat o perioadă de degringoladă după 1991. Mai înainte de dezmembrarea Uniunii Sovietice, Boris Elțin fusese ales în funcția de președinte al Rusiei în iunie 1991, în cadrul primelor alegeri directe prezidențiale din istoria țării. În octombrie 1991, cu puțin timp înaintea proclamării independenței, Elțin a declarat că va îniția un proces de reformă economică radicală, orientată către economia de piață după modelul  "terapiei de șoc poloneze"
În zilele noastre, Federația Rusă continuă o mare parte a tradițiilor culturale, economice și sociale din perioadele țaristă și sovietică.

## Demolarea vestigiilor comuniste

### Terapia de șoc
Conversia cele mai mari economii controlate de stat într-o economie de piață era din capul locului o sarcină extrem de dificilă, indiferent de soluțiile politico-economice alese. Soluțiile alese pentru realizarea acestei schimbări au fost:
1. liberalizarea,
2. stabilizarea,
3. și privatizarea.

Aceste politici erau bazate pe așa numitul "Acord de la Washington", (de natură neoliberală), dintre FMI, Banca Mondială și Departamentul Trezoreriei SUA. 
Programele de liberalizare și stabilizare au fost concepute de Egor gaidar, adjunctul primului ministru rus, un economist liberal în vârstă de 35 de ani, partizanul reformelor radicale și al "terapiei de șoc". Terapia de șoc a început numai după câteva zile după prăbușirea fostei Uniuni Sovietice, pe 2 ianuarie 1992, când președintele rus Boris Elțin a ordonat liberalizarea comerțului exterior, prețurilor și cursului monedei naționale. Aceasta a atras renunțarea la politica prețurilor controlate de stat, (existând speranța  că magaziile golite de mărfuri se vor reumple), renunțarea la limitările impuse comerțului particular și producției private, renunțarea la subvenționarea fermelor agricole  și întreprinderilor industriale de stat și, în același timp, deschiderea comerțului extern la importuri pentru spargerea monopolurilor locale.
Rezultatele parțiale ale liberalizării (prin care s-a renuntat la controlul prețurilor) a acutizat hiperinflația și a adus apropae de pragul falimentului cea mai mare parte a industriei rusești.
Procesul de liberalizare avea să aibă câștigătorii și învinșii săi, funcție cum era poziționată industria specifică, clasa socială, grupul de vârstă, grupul etnic, regiunea sau sectorul societății rusești corespunzătoare. Au fost persoane sau grupuri care au beneficiat din plin de deschiderea competiției, alții aveau să sufere. Printre cei care aveau să profite de noile politici se numărau întreprinzătorii, dar și traficanții pieței negre apăruți în perioada perestroicăi gorbacioviste. Liberalizarea prețurilor a sărăcit bătrânii și celelelalte persoane care depindeau de veniturile fixe, cu un nivel de viață extrem de scăzut, economiile lor de viață  topindu-se cu o viteză neașteptată.
Cu o inflație cu o rată de ordinul zecilor de procente pe lună ca urmare a tipăririi masive de monedă, s-a legiferat stabilizarea macroeconomică pentru a stopa acest fenomen. Stabilizarea, numită și ajustare structurală, este un regim de austeritate foarte dur, (politică monetară și fiscală dure prin care guvernul încearcă să controleze inflația). În cadrul programului de stabilizare, guvernul a lăsat cele mai multe prețuri să varieze, a ridicat ratele dobânzilor la niveluri neatinse până atunci, a impus noi taxe și impozite mari, a eliminat absolut toate subvențiile de stat către industrie și au făcut reduceri masive în domeniul cheltuielilor sociale. Aceste măsuri au determinat dificultăți generalizate, de vreme ce numeroase întreprinderi s-au trezit fără fonduri și fără comenzi. Criza creditului bancar a atras criza prelungită a economiei.
Ideea programului era de a ușura presiunea inflaționistă asupra economiei de așa natură, încât să permită producătorilor să ia hotărâri pragmatice în domeniile producției, prețurilor și investițiilor, în loc să-și epuizeze resursele – problemă care  atrăsese criza de bunuri de consum în Uniunea Sovietică în deceniul al nouălea. Lăsând ca piața, nu planificatorii centrali, să stabilească prețurile, gama sortimentală și nivelurile de producție, reformiștii doreau să creeze o structură stimulatoare în economie, în care eficiența și capacitatea de a riscă să fie răsplătite, iar risipa și nepăsarea să fie pedepsite. Arhitecții reformelor considerau că îndepărtarea cauzelor inflației cronice era o precondiție a tuturor celorlalte reforme. Hiperinflația  ar fi dus atât la eșuarea procesului democratic, cât și a progresului economic. De asemenea, numai prin consolidarea bugetului de stat, guvernul putea să treacă la dezmembrarea economiei planificate sovietice și la crearea noii economii capitaliste a Rusiei.

### Criza economică și ruina socială
Economia Rusiei s-a prăbușit într-o criză profundă în ultimul deceniu al secolului trecut, a fost lovită grav de crashul economic din 1998, și a început să se refacă în perioada 1999-2000. Criza economică rusească a atins niveluri mai profunde decât cele din timpul Marii Crize Economice care aproape că a paralizat lumea capitalistă după 1929. Gravitatea acestei crize a fost cam jumătate din cea a celei care a urmat primului război mondial, prăbușirii țarismului și războiului civil rus.
Cea mai dureroasă consecință a reformelor economice a fost creșterea accentuată a nivelurilor sărăciei și inegalității sociale. Estimări prudente ale Băncii Mondiale, bazate pe date macroeconomice și raportări despre veniturile familiale indicau că, dacă în 1988 1,5% din populație trăia sub limita sărăciei, în 1993 între 39 și 49% se aflau sub acest prag. Veniturile medii ale populației au scăzut de la 72$ la 32$.
Indicatorii care reflectă starea de sănătate a populației au avut o evoluție descendentă dramatică. În 1999, numărul total al populație a scăzut cu un sfert de milion de oameni. Speranța de viață a scăzut între 1990 și 1994 – la bărbați de la 64 la 56 de ani și la femei de la 74 la 71. Atât factorii care influențau sănătatea, cât și creșterea mortalității din cauze nenaturale, în special în rândul tinerilor, (din cauza crimelor, sinuciderilor, accidente de muncă, etc), au contribuit în mod semnificativ la această scădere. În 2004, speranța de viață a crescut față de momentul de criză din 1998, dar se ala încă sub nivelurile din 1990.
Decesele provocate de alcoolism au avut o creștere exponențială, iar decesele provoccate de bolile infecțioase s-au dublat, în principal datorită sărăcirii populației și deteriorării sistemului de sănătate publică.
Deși în ultimul deceniu al secolului trecut crizele în aprovizionarea cu bunuri de larg consum caracteristice anilor 1980 dispăruseră, acest fapt nu se datora numai deschiderii pieței Rusiei la importuri, dar și scăderii puterii de cumpărare a unui important segmant al populației. În timpul mandatelor lui Elțin, rușii care trăiau din pensii sau salarii fixe și-au văzut puterea de cumpărare redusă drastic, fapt care, e adevărat, a umplut vitrinele magazinelor, dar a golit cămările.
În 2004, venitul mediu crescuse la 100$ pe lună, în principal datorită revirimentului economiei rusești susținută de creșterea prețului petrolului. Creșterea veniturilor nu a fost însă uniformă în masa populației. Inegalitatea socială a atins cote alarmate, disparitățile veniturilor în Rusia apropiindu-se de nivelurile din Brazilia sau Argentina, (țările aflate pe primele locuri în clasamentul inechității veniturilor), și prăpastia dintre bogați și săraci continuă să se adâncească.

### Reacții antireformă
Reformele structurale au scăzut standardul de viață a aproape toate categoriile de populație. Din acest motiv, reforma a dus la apariția unei puternice opoziții politice. Democratizarea vieții politice a deschis căile manifestării acestor nemulțumiri, candidații antireformiști câștigând un număr în creștere de voturi, în fruntea acestora aflându-se cei ai Partidului Comunist și ai aliaților săi. Alegătorii ruși, care votau pentru partidele de opoziție și care respingeau reformele economice, tânjeau după stabilitatea și confortul personal din epoca sovietică. Era vorba de grupurile sociale care se aflaseră printre beneficiarii principali ai politicilor prețurilor și veniturilor controlate de stat, a subvențiiilor acordate sectoarelor economice considerate prioritare, a politicii comerciale protecționiste și a programelor de asistență socială cu bani de la bugetul public.
În perioada mandatelor lui Elțin, grupurile foștilor beneficiari ai politicii economice sovietice erau bine organizați, manifestându-și opoziția la reforme prin acțiunile bine organizate ale sindicatelor puternice, prin cartelurile formate de directorii firmelor de stat și prin alegerea deputaților partidelor politice care promiteau reîntoarcerea la practicile economice și sociale din perioada sovietică. O temă constantă a vieții publice rusești de la sfârșitul secolului al XX-lea a fost conflictul deschis dintre reformiștii susținători ai noului capitalism și antireformiștii nostalgici ai comunismului.

### Reforma prin decrete
Pe 2 ianuarie 1992, Elțin, acționând în locul propriului prim-ministru, a impus cele mai importante componente ale reformei economice prin decrete, scurcircuitând astfel activitatea Sovietului Suprem și a Sovietului Deputaților Poporului, ai căror deputați fuseseră aleși în 1991, mai înainte de disoluția URSS-ului.  Deși astfel Elțin a ocolit faza negocierilor și aprobărilor parlamentare, acțiunile sale au distrus orice speranță pentru discuții care să îndrepte țara pe calea consensului național. Privind retrospectiv, în ciuda prețului mare plătit de cea mai mare parte a populației țării pentru punerea în aplicare a deciziilor economice ale reformei, asta nu a ajutat țara  în tranziția către economia de piață.
Totuși, reformele radicale trebuiau să mai facă față unor puternice bariere politice. Banca Centrală a Rusiei era încă subordonată Sovietului Suprem, care se opunea hotărârilor prezidențiale. În timpurile de vârf ale inflației din 1992-1993, Banca Centrală a încercat în mod fățiș să anuleze reformele prin tipărirea de mari cantități de bani, mai mulți chiar de cât avea nevoie guvernul pentru plata uriașelor sale datorii. Din acest motiv, inflația s-a transformat în hiperinflație, iar economia rusească a continuat să se prăbușească.

## Luptele pentru putere, 1993-1996

### Criza constituțională din 1993
Lupta pentru putere în Rusia postsovietică și pentru tipul de reformă economică au culminat cu criza politică și cu vărsarea de sânge din toamna anului 1993. Elțin, care era susținătorul unei reforme radicale, trebuia să facă față opoziției puternice a parlamentului. Confruntat cu opoziția fățișă la decretele sale și cu posibilitatea punerii sale sub acuzație, Elțin a "dizolvat" Parlamentul pe 21 septembrie, în condițiile în care Constituția Rusiei nu îi dădea asemenea drepturi, și a ordonat organizarea de noi alegeri și a unui referendum care să aprobe o nouă lege fundamentală. În schimb, Parlamentul l-a demis pe președintele Elțin și l-a numit ca înlocuitor pe Alexandr Ruțkoi pe 22 septembrie. Tensiunile au ajuns la niveluri extrem de ridicate după revolte de stradă intre 2 – 3 octombrie. Pe 4 octombrie, Elțin a ordonat forțelor speciale ale Ministerului de Interne și unităților de elită ale armatei să ia cu asalt clădirea Parlamentului, așa numita "Casă Albă". Folosind tancurile împotriva apărătorilor Parlamentului înarmați cu arme ușoare de infanterie, forțele prezidențiale au pus căpăt nesupunerii deputaților. Ruțkoi, Ruslan Hasbulatov și alți parlamentari s-au predat și au fost arestați și întemnițați imediat. Cifrele oficiale arătau 187 de morți și 437 de răniți de partea celor care s-au opus președintelui și doar câțiva oameni morți și răniți dintre forțele prezidențiale.
Perioada tradițională în politica rusească postsovietică a luat astfele sfârșit. O nouă constituiție a fost aprobată prin referendum în decembrie 1993, care transforma Rusia într-o republică prezidențială. Reformele radicale au continuat în ritm susținut. Deși foștii lideri ai răsculaților din parlament au fost eliberați pe 26 februarie 1994, ei nu vor mai juca un rol politic activ în Rusia din acel moment. Deși parlamentul nou ales avea să se mai confrunte deschis cu guvernul, puterile legislativului fuseseră puternic limitate.

### Primul război din Cecenia
În 1994, Elțin a ordonat armatei să împiedice secesiunea micii republici federale Cecenia, zonă petrolieră importantă a țării. În Cecenia, țară predominant musulmană, aflată la peste 1.500 km depărtare de Moscova, atitudinea fermă antirusă avea o tradiție de secole. Djohar Dudaev, președintele micii republici, era hotărât să scoată țara sa din Federația Rusă și a proclamat independența Ceceniei în 1991. Intervenția celor aproximativ 40.000 de militari federali în Cecenia a târât Rusia într-un conflict asemănător cu cel în care fuseseră implicate Statele Unite în timpul războiului din Vietnam. Când rușii au atacat capitala Ceceniei, Groznii, în primele săptămâni ale lunii ianuarie 1995, aproximativ 25.000 de persoane au murit în timpul raidurilor aeriene și bombardamentelor de artilerie asupra orașului asediat. Folosirea masivă a atacurilor de artilerie și a bombardamentelor aeriene a fost strategia dominată a întregii campanii rusești. Chiar și în aceste condiții, rebelii ceceni au reușit să ia mii de ostatici ruși și să provoace un șir de înfrângeri umilitoare militarilor federali demoralizați.
Rușii au reușit în februarie 1995 să cucerească Groznîi după lupte extrem de grele. În august 1996, Elțin a fost de acord cu încetarea focului în mica republică din Caucaz, iar un tratat oficial de pace a fost semnat în mai 1997. Totuși, conflictul a reizbucnit în 1999. (Consultăți și articolul: Al doilea război din Cecenia). Rebelii ceceni continuă și în zilele noastre lupta cu trupele federale ruse.

## "Împrumuturile contra acțiuni" și apariția "oligarhilor"
Noile șanse de îmbogățire oferite de economia rusă în ultimul deceniu al secolului al XX-lea și în primii ani ai celui de-al XXI-lea au fost exploatate de un număr de ruși: cei aflați în funcții importante de conducere și tehnocrații Partidului Comunist, șefii KGB-ului, Komsomolului, conducătorii unor importante întreprinderi unionale și alții asemeni lor. Unii dintre ei au lichidat în secret conturile și bunurile organizațiilor lor și le-au transferat în bănci din străinătate, sau le-au transformat în investitii în nume propriu. Ații au pus bazele unor bănci sau unor afaceri în țară, profitând de pozitiile avute în structura puterii pentru câștigarea unor contracte guvernamentale, pentru obținerea de credite ieftine și pentru a aprovizionare la prețuri preferențiale, subvenționate de stat, cât și pentru vânzarea produselor sau serviciilor lor la valori supraevaluate. Peste noapte, au apărut averi uriașe.
Procesul de privatizare a fost afectat de o corupție profundă încă de la început. Occidentalii dădeau sfaturi pentru o lichidare rapidă a economiei planificate sovietice pentru a face loc "reformelor economiei de piață", dar au fost în scurtă vreme dezamăgiți de apariția "oligarhilor" și de uriașa putere cucerită de aceștia. Au existat voci care au numit acest val de îmbogățiți prin fraudă "capitalism nomenklaturist". Încă de la începutul reformelor lui Elțin, "capitaliștii nomenklaturiști" erau deja cei mai puternici jucători pe arena economică rusă.
Privatizarea întreprinderilor de stat au oferit șansa celor care adunaseră mari averi imediat după dezmembrarea Uniunii Sovietice să transforme aceste avuții în acțiuni ale întreprinderilor privatizate. Guvernul rus sperase să folosească privatizarea în masă pentru a-și asigura baza politică necesară continuării reformelor.
Guvernul a folosit un sistem al certificatelor de privatizare distribuite gratuit pentru a începe procesul de privatizare. În același timp, a permis procurarea de acțiuni prin cumpărare directă cu bani. După terminarea "privarizării pe cupoane", a continuat vânzarea de acțiuni pe bani, care trebuia, în conceptia guvernului, să accelereze privatizarea și să aducă la buget o mare sumă de bani.
Regimul lui Elțin a conceput o schemă care a devenit cunoscută ca "Împrumuturi contra acțiuni", prin care pachete de acțiuni la unele dintre cele mai profitabile întreprinderi din domeniile energiei, telecomunicațiilor, metalurgiei, exploatării petrolului, etc, au fost oferite drept garanție pentru împrumuturi bancare.
În schimbul împrumuturilor, Elțin a oferit acțiuni care valorau mult mai mult decât banii obținuți. Guvernul nu a returnat împrumuturile până în septembrie 1996 și, în conformitate cu înțelegerile semnate cu băncile, acestea din urmă au devenit proprietarele pachetelor de acțiuni depuse ca garanție. Aceste acțiuni au fost revândute la valioarea lor reală, sau au fost folosite pentru a prelua controlul asupra întreprinderilor vizate. Sistemul permitea ca numai un număr redus de bănci să aibă acces la cumpărarea de acțiuni, ceea ce a limitat în mod substanțial prețul de achiziționare. Până în vara anului 1996, pachetele majoritare de acțiuni la cele mai importante și mai profitabile companii rusești fuseseră transferate unui număr redus de mari bănci, totul la prețuri foarte scăzute. Această "afacere" a îmbogățit grupurile de persoane bine plasate în ierahia puterii, sau care avea relații corespunzătoare.
Uriașa concentrare de putere financiară și industrială obținută prin împrumuturile contra acțiuni a dat un important imbold acțiunii de extindere a noilor îmbogățiți către domeniul presei. Unul dintre cei mai importanți finațiști, Boris Berezovski, care controla o serie de întreprinderi și bănci de primă mărime în Rusia, a început să exercite o influență crescândă asupra programelor televiziunii de stat. Berezovski și alți bogătași asemeni lui, care ajunseseră să controleze imperii financiare, industriale, ale telecomunicațiilor, energiei și mijloacelor de comunicare în masă, au devenit cunoscuți ca "oligarhii ruși". Alți  reprezentanți ai acestei noi clase  erau Mihail Hodorkovski, Roman Abramovici, Vladimir Potanin, Vladimir Bogdanov, Rem Viahirev, Vagit Alekperov, Victor Cernomîrdin, Victor Vekselberg și Mihail Fridman.
Întreaga societate rusă a fost afectată de corupție. Dacă în vârful piramidei îmbogățiților se aflau oligarhii, la bază se aflau traficanții de droguri și liderii crimei organizate – puternica Mafie rusă.
O mică clică și-a folosit din plin relațiile create în ultimii ani de existență a Uniunii Sovietice pentru a jefui uriașele bogății ale Rusiei în timpul privatizărilor necontrolate din perioada lui Elțin, dând naștere clasei oligarhilor. În zilele noastre, oligarhii ruși controlează aproximativ 85% dintre companiile private de primă importanță din țară.

## Alegerile prezidențiale din 1996

### Campania electorală
La începutul campaniei electorale, s-a crezut că Eltin, care se refăcea după o serie de infarcturi și care avea uneori un comportament straniu, avea prea puține șanse să fie reales. La începutul campaniei electorale, popularitatea lui Eltin era aproape de zero. Arhivat în 10 martie 2007, la Wayback Machine. Între timp, Partidul Comunist al Federației Ruse câștigase o poziție puternică în Parlament după alegerile de pe 17 decembrie 1995, iar candidatul său, Ghennadi Ziuganov, care făcea apel în discursurile sale la amintirile din perioada de ordine internă, stabilitate și prestigiu internațional sovietice, se bucura de un sprijin extrem de puternic, în special în regiunile rurale și în micile orașe. Arhivat în 21 octombrie 2012, la Wayback Machine.
Echipa electorală a lui Elțin a fost speriată în momentul în care sondajele de opinie au început să-l arate pe președinte în situația de a pierde. Consilierii prezidențiali au incercat să-și determine șeful să anuleze alegerile programate și să conducă statul într-un mod dictatorial. Elțin și-a schimbat însă echipa de consilieri, și-a numit fiica, Tatiana Diacenko, într-un post cheie și l-a numit pe Anatoli Ciubais ca șef al echipei sale electorale. Arhivat în 5 august 2004, la Wayback Machine. Ciubais, care nu era numai șeful de campanie al președintelui, dar fusese și arhitectul programului de privatizare, a folosit controlul pe care îl deținea în domeniul privatizării ca pe principala unealtă în campania de realegere a președintelui.
Cercul apropiaților lui Elțin au considerat că mai au la dispoziție puțin timp în care să acționeze în direcția privatizării. De aceea, era nevoie de făcut pași care să aibă impact mare și imediat, care să facă inversarea cursului reformelor imposibil sau extrem de costisitoare pentru oponenții președintelui. Soluția lui Ciubais a fost cooptarea unor noi categorii interesate de privatizare, inclusiv a principalilor directori de întreprinderi, ceea ce ar fi trebuit să asigure realegerea lui Eltin.
Poziția directorilor de întreprinderi față de program era esențială pentru menținerea stabilității economice și sociale în țară. Directorii erau reprezentau unul dintre cel mai importante grupuri de interese din  Rusia – ei erau cei care puteau la nevoie să oprească un val masiv de greve. De aceea, guvernul nu s-a opus în mod special ca "privatizarea pe cupoane" să se transforme în "privatizarea internă", prin care conducătorii întreprinderilor de stat au căpătat cea mai mare parte a acțiunilor întreprinderilor privatizate.  Prin acest sistem, Ciubais a permis angajaților aflați sus în ierahiile întreprinderilor și care aveau relațiile necesare să devină acționari majoritari în fostele companii de stat. Până la urmă, aceasta a fost cea mai răspândită metodă de privatizare a întreprinderilor mici și mijlocii în Rusia. Trei sferturi dintre întreprinderile rusești s-au privatizat prin această metodă,  folosind de multe ori și "certificatele de proprietate". Controlul noilor întreprinderi private trecea astfel în mâna foștilor directori comuniști.
Sprijinul oligarhilor a fost de asemenea esențial pentru realegerea lui Elțin. "Împrumuturile contra acțiuni" au luat amploare în toiul alegerilor prezidențiale din 1996, în momentul în care se părea că Ziuganov este pe punctul să-l învingă pe Elțin. Elțin și apropiații lui au permis oligarhilor să pună mâna pe câteva dintre cele mai dorite valori din Rusia în schimbul ajutorului dat pentru efortul de realegere al președintelui.
În primăvara anului 1996, când cota de popularitate a președintelui se afla la o cotă extrem de scăzută, Elțin și Ciubais au recrutat o echipă din șase finanțiști ruși de frunte și oligarhi din presă, care au finanțat campania electorală a patronului lor cu 500 de milioane de dolari, cu toate că, din punct de vedere legal, limita era de numai 3 milioane de dolari. Aceiași oameni i-au asigurat lui Elțin spațiu pentru publicitate electorală și articole favorabile la toate televiziunile și ziarele cu acoperire națională. Imaginea creată de presă era aceea a unei alegeri hotărâtoare între reformistul Elțin, pe de-o parte, și Ziuganov, adeptul "reîntoarcerii la totalitarism". Oligarhii chiar au lăsat să se înțeleagă  că țara este amenințată de războiul civil, dacă alegerile sunt câștigate de candidatul comunist.
În regiunile îndepărtate ale țării, campania lui Elțin s-a sprijinit pe aliații locali: guvernatorii numiți de președinte.
Campania lui Ziuganov se baza pe o organizație cu o bază de personal foarte puternică, dar nu a avut nici pe departe resursele financiare și mediatice ale rivalului Elțin.
Elțin a condus o campanie agresivă, energică, în ciuda temerilor cu privire la starea sănătății sale,  exploatând la maxim capacitatea sa de a fi prezent pe toate canalele media. Pentru a liniști nemulțumirile populare, el a afirmat la un moment dat că va renunța la unele dintre cele mai nepopulare reforme economice, va crește cheltuielile pentru protecția socială, va pune capăt războiului din Cecenia, va plăti salariile și pensiile restante și va abroga programul de încorporare în armata federală. După realegere, singura promisiune respectată a fost aceea a incetării războiului din Cecenia, care a mai continuat însă trei ani. Campania lui Elțin a primit un sprijin propagandistic odată ce Banca Mondială a anumnțat aprobarea unui împrumut de 10 miliarde de dolari. Arhivat în 10 martie 2007, la Wayback Machine.
Grigori Iavlinski era candidatul alternativei liberale. El a făcut apel la sprijinul clasei de mijloc a intelectualilor, care-l percepeau pe Elțin ca pe un bețiv ticălos, iar pe Ziuganov ca pe un pas înapoi către epoca totalitaristă sovietică. În fața amenințării lui Iavlinski, echipa electorală a lui Elțin au hotărât schimbarea tonului discursului șefului lor, pentru a-i convinge pe alegătorii din clasa de mijloc că Eltin este singurul capabil să învingă amenințarea comunistă. În scurtă vreme, alegerile au devenit o cursă în doi, în care Ziuganov a văzut că, în ciuda unui avans inițial important, în lipsa mijloacelor materiale și mediatice ale oponentului său, pierde pe timp ce trece teren.

### Alegerile
Prezența la vot a alegătorilor în primul tur de scrutin de pe 16 iunie a fost de 69,8% din totalul populație cu drept de vot. Rezultatele primului tur de scrutin au fost:
- Boris Elțin – 35%,
- Ghennadi Ziuganov – 32%,
- Alexandr Lebed, surprinzătorul general populist în retragere – 14,5%,
- Grigori Iavlinski, candidatul liberal – 7,4%
- Vladimir Jirinovski, candidatul extremei drepte – 5,8% și fostul președinte sovietic,
- Mihail Gorbaciov –  0,5%.

Cum nici un candidat nu a câștigat majoritatea necesară în primul tur de scrutin, primii doi clasați, Elțin și Ziuganov, s-au prezentat în al doilea tur de scrutin. Între timp, Elțin a câștigat un important segment al electoratului cooptându-l pe Lebed în echipa sa, pe posturile de consilier pentru problemele de securitate național și secretar al Consiliului de Securitate.
Tacticile echipei lui Eltin s-au dovedit bine alese. În al doilea tur de scrutin al alegerilor prezidențiale, Elțin a obținut 53,8% din voturi, în vreme ce Ziuganov numai 40,3%, 5,9% dintre voturi fiind anulate. Arhivat în 29 iunie 2013, la Wayback Machine. Alegătorii din Moscova și Sankt Petersburg (fostul Leningrad) au asigurat împreună peste jumătate dintre voturile lui Elțin, dar acesta a obținut un sprijin major și din partea alegătorilor din marile orașe din Munții Ural și din Siberia. Ziuganov a câștigat majoritatea voturilor în zona industrială din sudul Rusiei. Sudul Rusiei a devenit cunoscută ca "centura roșie", rămânând fieful comuniștilor de la destrămarea Uniunii Sovietice până în prezent. Arhivat în 30 septembrie 2007, la Wayback Machine.
În ciuda faptului că Elțin a promis că va renunța la politicile nepopulare neoliberale de austeritate, va crește nivelul cheltuielilor publice în ajutorul celor defavorizați de reformele capitaliste, în mai puțin de o lună de la alegerea s-a s-a dezis în mod  oficial de toate aceste promisiuni.
Imediat după realegere, starea fizică și mentală a președintelui s-a înrăutățit. Cele mai multe prerogative ale lui Elțin au fost delegate consilierilor săi, cei mai multi dintrei ei fiind legați puternic de lumea oligarhilor, sau făcând parte în mod nemijlocit din aceasta.

## Crizele din 1998

### Colapsul financiar
Recesiunea globală din 1998, care a început cu criza financiară asiatică din iulie 1997, a exacerbat criza economică din Rusia. Dată fiind scăderea prețurilor la principalele materii prime, țările dependente de exportul acestora au fost cel mai gran afectate. Scăderea accentuată a prețului petrolului a avut consecinte severe pentru Rusia. În martie, a izbucnit o criză politică importantă în momentul în care Elțin i-a demis pe primul-ministru Victor Cernomîrdin și întregul său cabinet pe 23 martie. Arhivat în 9 noiembrie 2010, la Wayback Machine. Elțin l-a numit în funcția de premier interimar pe un tehnocrat de 35 de ani, practic necunoscut: ministrul energiei Serghei Kirienko. În efortul de întărire a rublei și de oprire a ieșirii valutei din țară, Kirienko a ridicat rata dobânzii la 150%. FMI-ul a aprobat pe 13 iulie un împrumut de urgență de 22,6  miliarde dolari. Arhivat în 6 septembrie 2012, la Archive.is În ciuda tuturor măsurilor luate, ratele împrumuturilor externe depășeau în acel moment veniturile din taxe și impozite. Dându-și seama că această situație nu poate fi suportată, investitorii au continuat să părăsească Rusia, în ciuda ajutorului acordat de FMI. În scurtă vreme criza financiară s-a redeclanșat, iar valoarea rublei a contiunuat să se prăbușească. Pe 17 august, guvernul și Banca Centrală au fost nevoiți să suspende plata datoriilor externe pentru o perioadă de 90 de zile, să restructureze întregul sistem al datoriei naționale și să devalorizeze și mai mult rubla. S-a declanșat căderea libere a rublei, iar rușii au început să caute cu disperare să cumpere dolari americani. Ultimii investitori străini au părăsit țara, iar criza financiară a declanșat o fugă masivă a capitalurilor din Rusia.

### Agitația politică
Prăbușirea financiară a produs o criză politică, Elțin, aflându-se total lipsit de sprijin în țară, fiind nevoit să negocieze cu opoziția parlamentară, tare pe poziții în acele momente. Pe 23 august, Elțin l-a demis pe Kirienko și și-a exprimat intenția de a-l reinstala în funcție pe Cernomîrdin, în condițiiile în care țara se afunda în frământări economice profunde. Arhivat în 8 noiembrie 2010, la Wayback Machine. Puternicii afacerilor rusești, dar și comuniștii, au întâmpinat cu speranță și mulțumire înlocuirea lui Kirienko.
Elțin, care începuse să-și piardă autoritatea, odată cu deteriorarea stării sale de sănătate, îl dorea pentru funcția de prim ministru pe Cernomîrdin, dar legislativul a refuzat să-și dea acordul. După ce Duma a respins candidatura lui Cernopmîrdin de două ori, Elțin, a cărui putere era în mod clar la o cotă foarte scăzută, la propus pe Evgheni Primakov, ministrul de externe, pentru funcția de prim ministru. Pe 11 septembrie, Duma l-a confirmat pe acesta în funcția de prim ministru cu majoritate de voturi.
Numirea lui Primakov a readus stabilitatea politică în țară, el fiind văzut de toate părtîle ca un candidat care putea închide prăpastia deschisă între diferitele grupuri de interese. Și populația l-a primit cu entuziasm pe Primakov în fruntea guvernului. El promisese că va achita pensiile și salariile restante mai înainte de orice și a numit în funcții guvernamentale lideri ai principalelor facțiuni parlamentare.
Comuniștii și sindicatele au organizat o grevă generală pe 7 octombrie și au cerut demisia președintelui Elțin. Pe 9 octombrie, Rusia, afectată pe lângă criza economică și de o recoltă slabă, a cerut ajutor umanitar internațional, inclusiv hrană.

### Refacerea
Rusia și-a revenit după criza financiară din 1998 cu o viteză surprinzătoare. Acest proces a fost sprijinit și de rapida creștre a prețului petrolului în perioada 1999 – 2000, (în aceiași măsură în care scăderea prețului energiei pe plan mondial a dus la adâncirea problemelor financiare ale țării),  în această perioadă Rusia având o balanță comercială puternic excedentară. Alt motiv al refacerii economice a fost acela că industriile naționale au profitat din plin de devalorizarea rublei, care scumpise importurile, obligând populația să se reorienteze către produsele autohtone.  Arhivat în 28 noiembrie 2006, la Wayback Machine. De asemenea, cum economia se folosea pe scară largă de numeroase instrumente de schimb neeconomice, precum barterul de exemplu, colapsul financiar a avut un impact mult mai redus asupra producătorilor decât ar fi putut avea dacă economia ar fi fost dependentă într-o măsură mai mare de sistemul bancar. În cele din urmă, economia Rusiei a fost ajutată și de infuzia de bani gheață. Întreprinderile au reușit să-și plătească datorille la bugetul de stat și către salariați, ceea ce a permis creșterea cererii consumatorilor pentru produsele și seviciile rusești. 
Pentru prima oară după o lungă perioadă de timp, în anul 2000 șomajul a început să scadă odată cu angajările masive în întreprinderile naționale.
Totuși, echilibrul politic și social în Rusia au rămas fragil până în zilele noastre. Economia este foarte sensibila la orice fluctuație a prețului petrolului.

## Criza succesiunii, 1999-2000
Evgheni Primakov nu a rămas multă vreme în fruntea guvernului. Elțin începuse să se teamă că primul său ministru câștiga tot mai multă popularitate și putere și l-a demis în mai 1999, după numai nouă luni de la numire. Elțin l-a numit pe Serghei Stepașin, care fusese șeful FSB-ului (Agenția Federală de Securitate, succesoarea KGB-ului) și ministru de externe, în fruntea guvernului. Duma a aprobat numirea cu o majoritate confortabilă.
Stepașin a stat în funcție chiar mai puțin decât Primakov. În august 1999, Elțin a demis pe neașteptate tot guvernul și l-a propus pe Vladimir Putin pentru funcția de prim ministru. La fel ca și Stepașin, Putin era un fost ofițer al poliției secrete, cea mai mare parte a carierei petrecânduși-o în spionajul extern, pentru ca la un moment dat să fie numit șeful FSB-ului. Elțin a mers chiar mai departe, declarând că îl consideră pe Putin succesorul său la funcția de președinte al țării. Duma a aprobat cu greu candidatura lui Putin.
În momentul în care a fost numit în funcție, Putin era un politician relativ necunoscut, dar a reușit în scurtă vreme să câștige simpatia populară și încrederea lui Elțin, în mare parte datorită celui de-al doilea război din Cecenia. La nunai câteva zile de la numirea lui Putin, forțele cecene au intrat în conflict cu armata rusă în Daghestan, o republica autonomă din Rusia, vecină cu Cecenia. În lunile care au urmat, mai multe sute de oameni au murit în atentate cu bombă în blocurile de locuințe din mai multe orașe rusești. Aceste atentate au fost atribuite de autorități rebelilor ceceni. Ca răspuns, armata rusă a intrat în Cecenia la sfârșitul lunii septembrie, declanșând al doilea război din această republică caucaziană. Populația rusă, a sprijinit masiv războiul, furioasă fiind datorită atentatelor teroriste. Bucurându-se de sprijinul populației țării, Putin a întreprins pași hotărâți în lupta împotriva rebelilor ceceni.
După victoria forțelor politice apropiate de Putin în alegerile parlamentare din decembrie 1999, Elțin era suficient de încrezător în primul său ministru pentru ca, pe 31 decembrie, să demiosioneze cu șase luni mai înainte de terminarea mandatului său. Putin a ajuns astfel președinte interimar, oferindui-se șansa de a proceda de așa natură, încât să devina candidatul cu cele mai multe șanse de victorie în alegerile prezidențiale din 26 martie 2000. Alegerile au fost câștigate de Putin. Războiul din Cecenia a fost unul dintre subiectele forte ale campaniei electorale. În februarie 2000, trupele rusești intrau în Groznîi, iar, cu o săptămână înainte de alegeri, Putin proclama victoria în război.

## Administrația Putin, din 2000 până în prezent

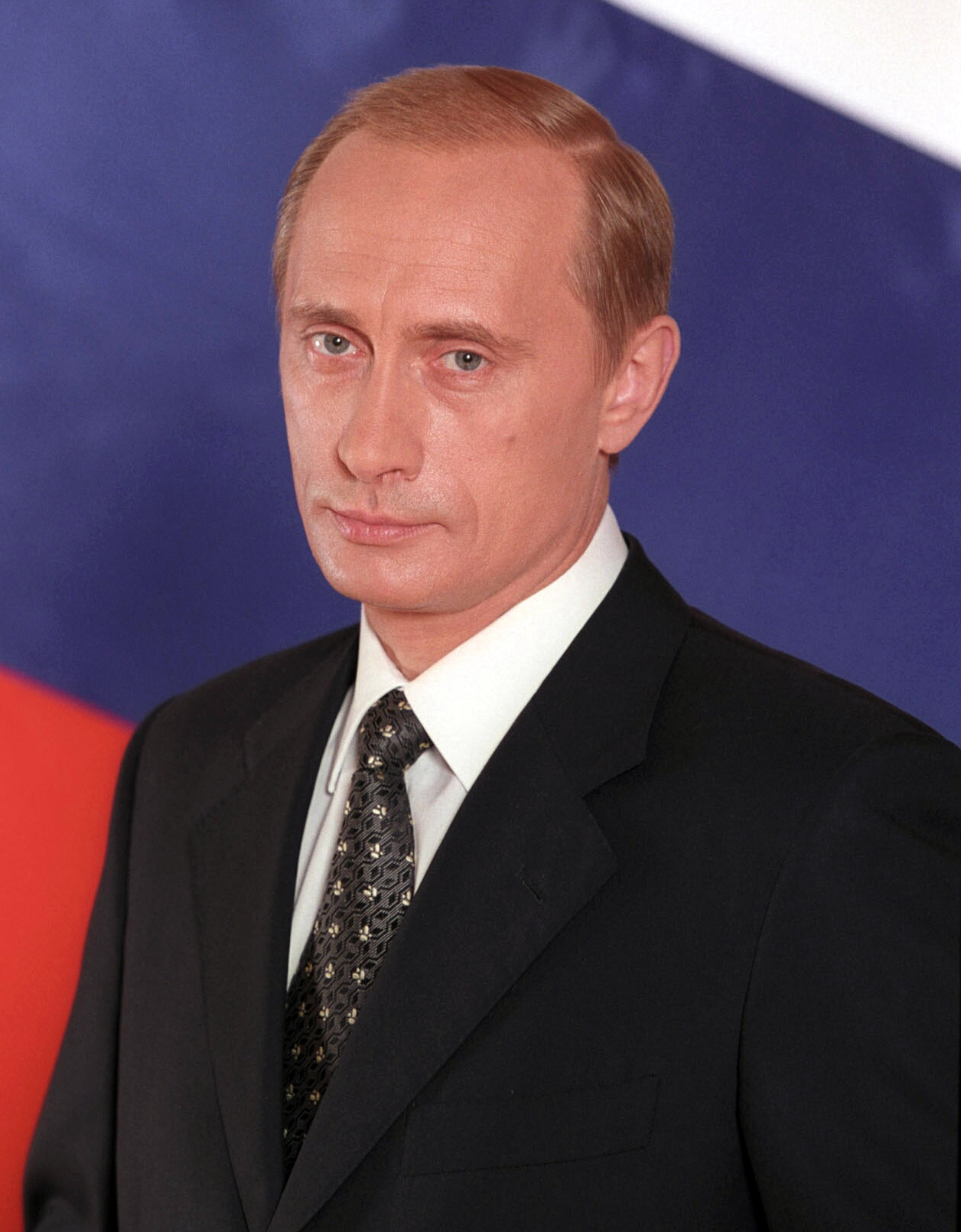
Vladimir Putin,
președinte în perioada
2000 - 2008

În august 2000, submarinul rusesc K-141 Kursk a fost avariat de o explozie a unei torpile proprii, accident care i-a provocat scufundarea în apele puțin adânci ale Mării Barenț. Autoritățile rusești au organiza o tentativă de salvare a echipajului, plină de improvizații și înconjurată de secretomanie. Toate încercările de salvare a echipajului  au fost în zadar. Acest eșec, reacția întârziată de început, ca și refuzul îndărătnic de acceptare a ajutorului străin au adus critici severe guvernului, autorităților militare și personal președintelui Putin.
Pe 23 octombrie 2002, rebelii ceceni au luat ostatici pe toți spectatorii și actorii unui teatru din Moscova. Peste 700 de oameni au fost ostatici în ceea ce a fost denumită Criza ostaticilor din teatrul moscovit. Rebelii au cerut retragerea imediată a forțelor rusești din Cecenia și au amenințat că vor arunca în aer cladirea cu toți cei aflați în ea, dacă autoritățile ar fi încercat să elibereze ostaticii prin forță. După trei zile de la începutul crizei, comandourile forțelor speciale rusești au năvălit în clădire, după ce ocupanții teatrului și ostaticii lor au fost amețiți cu un gaz de luptă introdus prin sistemul de ventilație. Rebelii inconștienți au fost împușcați mortal. Gazul, a cărui compoziție autoritățile militare nu au acceptat să o dezvăluie doctorilor, a provocat moartea a numai puțin de 155 ostatici. În tot timpul crizei, rebelii – femei și bărbați – nu au executat nici un singur ostatic, toate victimile civile fiind ucise în timpul intervenției forțelor speciale rusești.
După încheierea crizei de la teatru, Putin a reînnoit promisiunile de înnăbușire a insurecției cecene. (Pentru mai multe detalii privind războiul din Cecenia în timpul mandatului lui Putin, consultați și articolul Al doilea război din Cecenia. Guvernul a hotărât anularea măsurii de retragere a trupelor din Cecenia, a înconjurat taberele de refugiați ceceni cu posturi militare de pază și și-a întețit atacurile asupra pozițiilor încă deținute de rebeli.
În schimb, rebelii ceceni au răspuns în forță, cu atacuri de guerilă și cu atacuri cu rachete antiaeriene împotriva elicopterelor militare rusești. Mai mulți politicieni proruși ceceni au fost atacați de rebeli. Președintele Ahmad Kadîrov, care fusese ales în funcție cu opt luni mai înainte, în alegeri controlate de ruși, a fost asasinat într-un atentat cu bombă. A urmat criza ostaticilor de la școala din Beslan, în timpul căreia rebelii ceceni au luat peste 1.300 de ostatici, în special copii. În timp, sprijinul popular pentru războiul din Cecenia a scăzut până la cote nemaiîntâlnite – de numai 24% în martie 2004, conform sondajelor de opinie.
Putin a trebuit să lupte cu câțiva dintre cei mai influenți oligarhi – cu Vladimir Gusinski, Boris Berezovski și în mod special cu Mihail Hodorkovski – deținătorii unor uriașe averi câștigate prin acapararea bunurilor statului, de cele mai multe ori privatizate prin metode discutabile. Gusinski și Berezovski au fost nevoiți să părăsească Rusia și să-și cedeze o bună parte a averii, iar Hodorkovski a fost închis într-o închisoare din Rusia, iar acțiunile pe care le deținea la compania IUKOS, cel mai mare producător de petrol din Rusia, au fost preluate de stat. Atitudinea antioligarhică a președintelui Puntin se bucură de simpatia marii majorități a populației țării.
Ca urmare a confruntării cu oligarhii, regimul lui Putin a reușit și să preia controlul asupra celor mai importante mijloace de informare în masă deținute până atunci de cei mai bogați ruși. În 2001 și 2002, canalele TV NTV (deținut de Gusinski), TV6 și TVS (deținute de Berezovski) au fost preluate de grupurile media loiale lui Putin. Preluări asemănătoare au fost avut loc și în cazul ziarelor.
Administrația Putin exercită un control semnificativ asupra conținutului relatărilor media rusești. În vreme ce numeroase probleme moștenite de pe vremea lui Elțin se manifestă în continuare, (precum războiul din Cecenia, sau grevele legate de neplata salariilor), jurnaliștilor li se cere să le ignore, sau le minimalizeze importanța, prezentând o imagine roz a realităților rusești.
Popularitatea lui Putin, care a izvorât din reputația sa de conducător puternic și eficient, apare într-un evident contrast cu lipsa de popularitate a predecesorului său, și se bazează și pe puternica refacere economică a țării. Putin a ajuns la conducerea țării într-un moment propice: după devalorizarea rublei din 1998, care a crescut cererea de bunuri produse în  țară, și în contextul creșterii prețului petrolului. Astfel, numeroși ruși îi atribuie președintelui meritele refacerii economice, dar capacitatea lui Putin de a face față unei noi crize economice nu a avut prilejul să fie testată. Putin a câștigat alegerile prezidențiale din 2004 fără a avea un contracandidat care să-i pună probleme serioase.
Există cercetățori care afirmă că, în zilele noastre, numeroși ruși regretă disoluția Uniunii Sovietice din 1991. Arhivat în 1 noiembrie 2007, la Wayback Machine.  În mai multe ocazii, Vladimir Putin, urmașul ales de Boris Elțin însuși, a afirmat în mod public că dispariția URSS-ului a adus numai puține câștiguri, dar mult prea multe probleme pentru cei mai mulți cetățeni ruși. Într-un discurs electoral din februarie 2004, Putin a afirmat că disoluția Uniunii Sovietice este "o tragedie națională la o scară enormă", din care "numai elitele sau naționaliștii din republici au avut de câștigat". El a mai adăugat: "Eu cred că cetățenii obișnuiți ai fostei Uniuni Sovietice și spațiul postsovietic au câștgat puțin din aceasta [dezmembrarea URSS-ului]. Din contră, poporul a avut un mare număr de probleme."
Prestigiul internațional al lui Putin a suferit o lovitură importantă în occident în timpul disputatelor alegeri prezidențiale din Ucraina din 2004. Putin a vizita de două ori Ucraina mai înainte de alegeri, pentru a demonstra sprijinul lui pentru candidatul prorus Victor Ianukovici, care lupta cu candidatul opoziției, Victor Iușcenko, un liberal prooccidental. Putin l-a felicitat pe Ianukovici pentru victorie mai înainte de anunțarea rezultatelor oficiale și a făcut declarații împotriva renumărării voturilor în al doilea tur de scrutin, câștigate de Ianukovici în condițiile afirmațiilor, încă nedovedite în acel moment, de fraudare a votului. În occident, reacțiile la manevrele Rusiei au amintit de atitudinile din timpul războiului rece, dar relațiile Rusia – SUA au rămas în continuare bune.
În 2005, guvernul rus a înlocuit sistemul de subvenții, încă în vigoare de pe timpul sovietic, la transportul public, la încălzirea locuințelor sau pentru alte utilități pentru grupurile social vulnerabile, cu plăți în bani peșin. Această reformă, cunoscută ca "monetarizare", a fost foarte nepopulară și a provocat un val de demonstrații în diverse orașe ale Rusiei, în timpul cărora mii de pensionari au demonstrat împotriva noilor măsuri. A fost prima mare manifestare a nemulțumirii populare de la venirea la putere a lui Putin. Reformele au scăzut mult încrederea în guvern, dar popularitatea președintelui Putin a rămas în continuare la cote ridicate.

## Evenimente recente

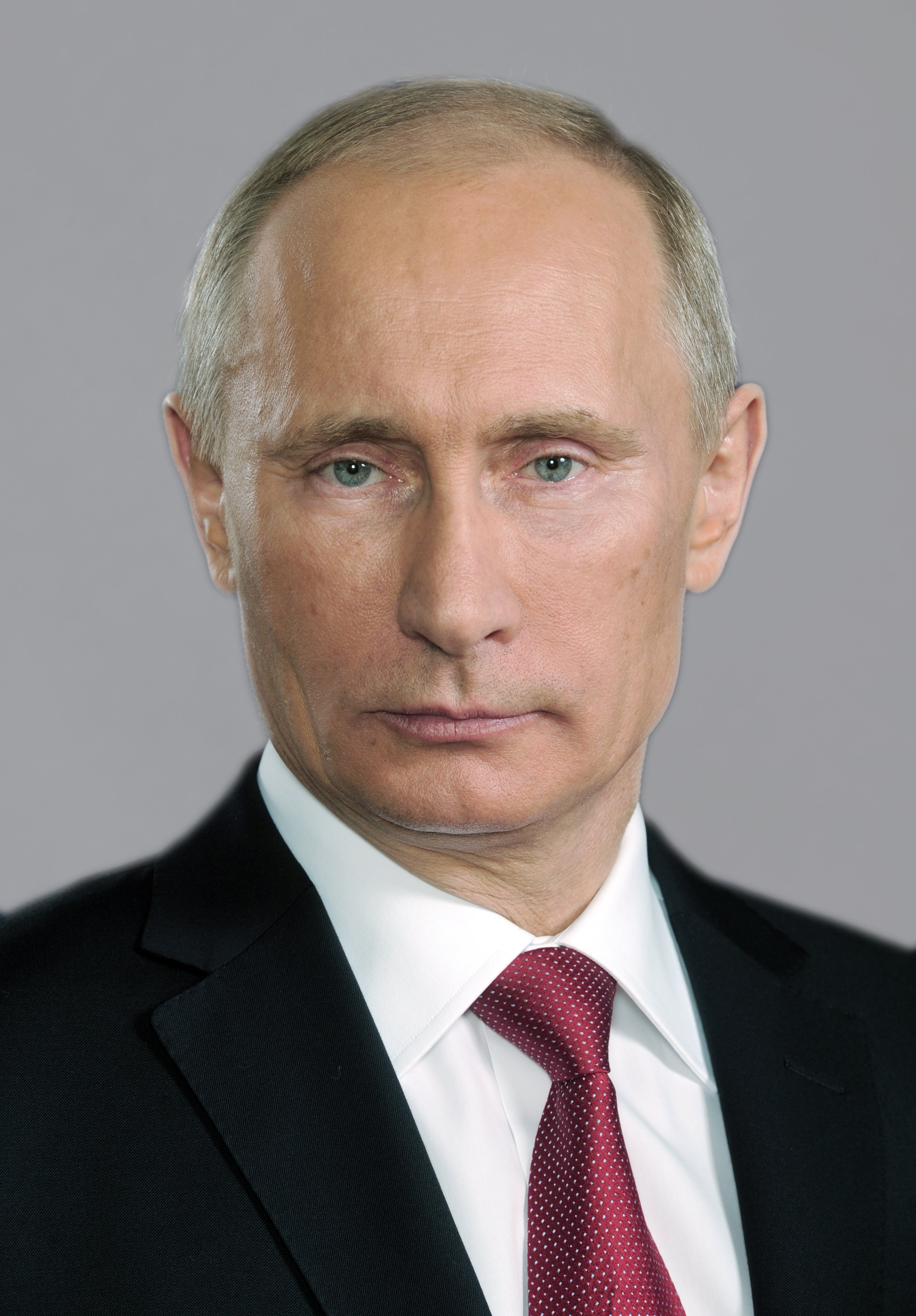
Vladimir Putin,
actualul președinte.

Pe 2 martie 2008 au avut loc alegeri prezidențiale. Dmitri Medvedev câștigă cu peste 70 % din voturi.

## Relațiile Rusiei cu țările occidentale
În primii ani după câștigarea independenței, politica externă a Rusiei s-a bazat pe repudierea marxism-leninismului, în schimb punând accent pe cooperarea cu Occidentul în rezolvarea problemelor regionale și globale și  pe ajutorul umanitar apusean necesar desăvârșirii reformelor economice.
Totuși, deși liderii Rusiei descriu azi Occidentul ca pe aliatul lor natural, le-a fost greu să-și redefinească relațiile cu statele est europene, cu noile state formate după dezintegrarea URSS-ului și a Iugoslaviei. Rusia s-a opus cu vigoare extinderii NATO către fostele state ale blocului răsăritean: Cehia, Polonia și Ungaria în 1997 și în mod special în țările blatice în 2004. În 1999, Rusia s-a opus intervenției NATO în Iugoslavia în timpul războiului din Kosovo, dar s-a alăturat forțelor de pace ale alianței nord-atlantice din Balcani în iunie a același an.
Relațiile cu Occidentul au fost de asemenea îngreunate de relația Rusia – Belarus. Președintele belarus, Alexandr Lukașenko, un lider autoritarist de tip sovietic, și-a exprimat în mod clar dorința de a-și alia țara cu Rusia, și nici un interes față de apropierea de NATO sau de introducerea politicilor reformatoare neoliberale. Pe 2 aprilie 1996, a fost semnată o înțelegere de uniune între Rusia și Belarus. Pe 3 aprilie 1997, această înțelegere a dus la formarea Uniunii Rusia-Belarus, noi înțelegeri fiind semnate pe 25 decembrie 1998 și în 1999.
În timpul mandatelor lui Putin, Rusia și-a strâns legăturile cu Republica Populară Chineză prin semnarea Tratatului de bună vecinătate și cooperare mutuală dintre Republica Populară Chineză și Federația Rusă și prin acordul asupra construirii unui oleoduct transsiberian care să asigure aprovizionarea economiei chineze în continuă dezvoltare.

## Schimbări și continuitate în cultura postsovietică

### Moștenirea sovietică
Cultura contemporană rusă îșî are rădăcinile în istoria multiseculară ruso-țaristă și în cea a regimului sovietic. Uniunea Sovietică, ea înseși moștenitoare a statului țarist, care deținuse controlul asupra unei mai mari părți a teritoriul eurasiatic timp de mai multe sute de ani, prin intermediul unei birocrații vaste, unei economii centralizate și a celei mai numeroase armate din lume, era foarte puțin dispusă să se schimbe, chiar și înaintea dezintegrării ei ca stat. În ciuda propagandei oficiale, interesul arătat atât tradițiilor presovietice cât și occidentale s-au făcut simțite în special în așa numita "perioadă de stagnare".
Rusia a moștenit de la defuncta Uniune Sovietică o cultură diversă. Prin intermediul intelectualilor, artiștilor și profesorilor sovietici s-au păstrat peste o sută de moșteniri culturale și limbi naționale diferite. Chiar și în anii celei mai dure represiunii staliniste, tradițiile vieții de familie și legăturile prietenești tradiționale au supraviețuit. La fel, moștenirea țaristă a supraviețuit prin operele artiștilor clasici din perioada prerevoluționară, opere pe care copii de școală și studenții universităților sovietice au învățat să le iubească și să le respecte.
Nevoia imperativă de a asigura regimului sovietic o capacitate tenologico-științifică ridicată a impus acceptarea de către comuniști a unui anumit nivel de deschidere către influențele științifice, culturale și către legăturile interumane din afară și în special din occident, filtrate însă de autorități. Cum mașina de propagandă folosită pentru remodelarea populației după dezideratele Partidului Comunist al Uniunii Sovietic, (prin oraganizațiile de pionieri, Kopmsomol, organizațiile de bază de partid, mass-media și învățământul public), a devenit din ce în ce mai ineficientă și osificată  după moartea lui Stalin influențele culturale străine au devenit tot mai importante în politica, cultura și opinia publică sovietice.
În timp ce sistemul vechiului regim de remodelare a valorilor și credințelor publice se prăbușea la sfârșitul penultimului deceniu și începutul celui de-al zecelea al secolului trecut, ideologiile noi pentru URSS, precum cel al democrației liberale, religioase sau naționaliste au apărut sau reapărut. În momentul dezintegrării URSS-ului din 1991, cea mai mare parte a populației privea cu speranță viitorul, pentru ca în zilele noastre să privească cu tristețe spre trecut, ca la o perioadă mai bună, mai fericită și mai prosperă, mai sigură și mai cinstită.

### Realitățile postsovietice
Cea mai bună caracterizare care se poate face culturii ruse postsovietice este eclectică. Deși încă legată de moștenirea sovietică, pe care nu o respinge, Rusia a început să se identifice cu moștenire presovitică, dar și să îmbrățișeze, unii spun că în mod neselectiv, tendințe occidentale.
Istoria națională a devenit unul dintre cele mai discutate subiecte. Au fost luate în calcul nu numai reevaluarea atitudinilor față de trecut, dar și cea a cronologiei istorice însăși. Țarul Nicolae al II-lea a devenit Sfântul Martir Nicolae, aproape jumate din populația Rusiei crede că trupul lui Lenin ar trebui îngropat, iar toponimia a început să se schimbe pentru a se ajunge la situația din timpurile țariste.
Prezentul are cea mai mare influență asupra societății ruse. Schimbările rapide economice și politice au transformat unele dintre cele mai respectate sau stabile profesiuni în unele dintre cele mai puțin dorite din punct de vedere material. Profesorii au lucrat câteodată luni de zile fără să fie plătiți. Lucrătorii din cercetarea științifică trăiesc la limita sărăciei sau renunță la munca lor, când institutele lor sunt închise. Membrii elitei culturale și artistice au fost obligați să supraviețuiască în condițiile reducerii drastice a sprijinului statului. Unii au renunțat la cariere, alții au emigrat, iar câțiva s-au adaptat noilor realități.
Președintele Rusiei, Vladimir Putin, a fost primit de Patriarhul Bisericii Ortodoxe Ruse Alexei al II-lea. Spre deosebire de perioada comunistă, statul consideră Biserica Ortodoxă Rusă un aliat de nădejde în lupta pentru întărirea moralei publice. Puterea și influența Birericii Ortodoxă Ruse au crescut neîncetat, bisericile și mânăstirile s-au redeschis, de cele mai multe ori prin strădaniile enoriașilor. Au început să-și facă simțită prezența diferite secte străine și alte religii. Prozelitismul lor este încă privit cu scepticism sau dușmănie de stat, biserica ortodoxă, sau de majoritatea cetățenilor.
Totuși, după ce sărbătorile Paștelui și Crăciunului au putut fi celebrate din nou liber, (după calendarul iulian), participarea la slujbele religioase a rușilor a crescut în mod constant comparativ cu epoca sovietică, iar alte ceremonii, precum nunțile religioase sau botezurile au devenit lucruri obișnuite, ceea ce dovedește că majoritatea rușilor a rămas în oarecare măsură credincioși.
Tânăra generație a îmbrățișat multe valori occidentale, în special muzica și cultura pop. Aceasta și numeoasele reclame au avut influențe asupra limbii ruse, numeroase cuvinte sau expresii englezești fiind adoptate, uneori fără discernământ. Consumul de droguri, care fusese ținut sub control de autoritățile sovietice, a ajuns la cote alarmate, cu consecințe dezastroase. În conformitate cu datele oficiale, sunt mai mult de 3 milioane de dependenți de droguri. Heroina este cel mai folosit drog. Îmbolnăvirile cu HIV au o tendință cescătoare  necontrolată:  de la 100 de cazuri în 1989, la aproximativ 1 milion în 2003.
Literatura a devenit în mod clar mult mai puțin intelectuală și mai comercială. În același timp, poezia este în declin.
Spectacolele sportive au rămas o distracție populară. Uriașul succes al Olimpiadei de la Moscova și victoriile naționalei de hochhei au rămas doar în memoria celor mai în vârstă. Pe de altă parte, jucătorii ruși de tenis au câștigat tot mai multe premii.
Atitudinea față de restul lumii s-a schimbat mult de-a lungul timpului. În 1991, rușii aveau o poziție favorabilă față de occident, atitudine care a fost repede diminuată de criza economică, de corupție și de privatizările îndoielnice. Mulți ruși consideră că europenii și americanii îi privesc în continuare cu neîncredere sau cu ostilitate. Un sentiment al izolării politice ruse a fost accentuat de acțiuni directe, precum bombardamentele NATO din Serbia în timpul conflictului din Kosovo.
A apărut o fractură în societatea rusă. Numeroși ruși, în special cei în vârstă, au ajuns să creadă că perioada așa-zisă "a stagnării" din timpul lui Brejnev a fost o "epocă de aur". Mai ușor de remarcat, dar mai puțin numeroși, au rămas nostalgici staliniști. Scrisori publicate în ziare și uneori aticolele de fond indicau că, în 2003, într-un moment de relativă stabilitate, mulți cetățeni ruși se simțeau imigranți în propria țară. Pe de altă parte, rușii care au supraviețuit reformelor, sau care au prosperat își bat joc de nostalgici.
Pe ansamblu, dincolo de toate schimbările politice, rușii sunt divizați între tendințele culturale ale "occidentaliștilor", "slavofililor" sau "euroasiaticilor", deși este încă prea devreme să se spună că ar fi vorba de niște mișcări oficiale sau să se prezică care va fi tendință dominantă de mâine.
În zilele noastre, se pare că s-a ajuns la un echilibru după haosul primilor ani postsovietici și rămâne de văzut pentru câtă vreme acest echilibru nu se va mai schimba.